# جيم هيل (سياسي)
جيم هيل (بالإنجليزية: Jim Hill)‏ هو محامي وسياسي أمريكي، ولد في 23 أبريل 1947 في أتلانتا في الولايات المتحدة. حزبياً، نشط في الحزب الديمقراطي. وقد انتخب أمين صندوق الدولة ‏ وانتخب عضو مجلس ولاية أوريغون وانتخب عضو مجلس نواب أوريغون.